# Pantomim

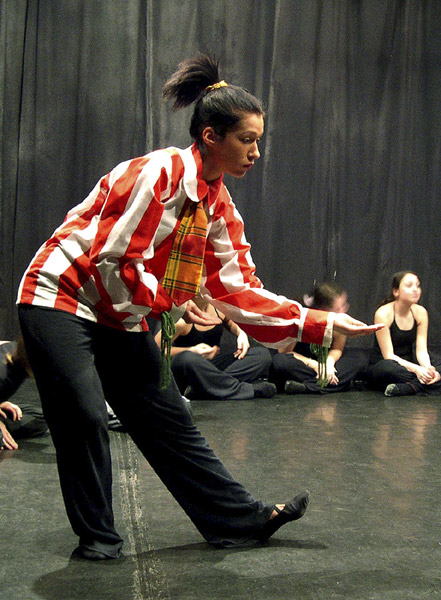
Vizsgaelőadás, 2007. Farkas Timea

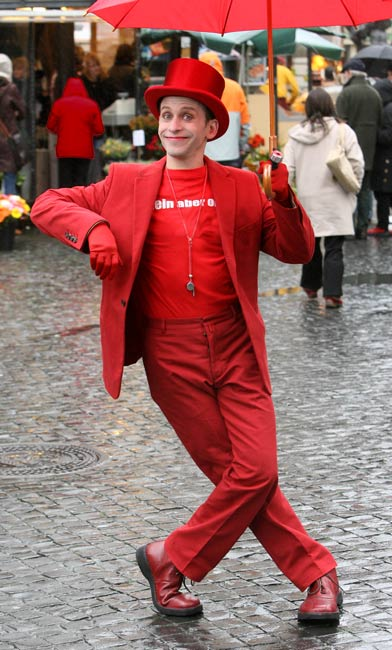
Pablo Zibes Pantomimművész

A pantomim, helyesebben a mim eredetileg ókori görög és római színházi szórakoztatási forma, amelyben ismerős alakok és helyzetek gúnyos megjelenítése szerepelt, gyakran durva párbeszéd és nevetséges cselekedetek kíséretében (innen ered a mímelés, utánzás).
A mai pantomim a középkori színjátszásból, a commedia dell’artéből ered.
A már szavak nélküli, testmozgással, gesztusokkal, mutogatással jellemzett „néma”, de esetleg zenével kísért, sokszor egyszemélyes, néha többszemélyes előadás neve pantomim. A pantomimesek arcukat gyakran fehérre festik, jellegzetes érzelmi kifejezéssel „elrajzolják”, míg testüket vagy fekete, vagy egyéb, a környezetbe, vagy a háttérbe olvadó színű ruhába öltöztetik. Néha csak egy-egy testrészükkel (például kézzel) játszanak.
A szó mai, hétköznapi jelentésében néma, de zene kíséret melletti, furcsa, groteszk testmozgású, kellékek nélküli előadás – gyakran mindenféle történet nélkül –, ahol a szórakoztatást a hétköznapitól eltérő mozgás adja. Kellékek nincsenek, de annak ottlétét sok esetben el/megjátsszák. Így klasszikus pantomim elem pl. az üvegfal, a szék, a hinta.

## Híres mimusok
- Békés Itala
- Buster Keaton
- Carlos Martínez(wd)
- Charlie Chaplin
- Étienne Decroux
- Jean-Louis Barrault
- Ferencz László
- Hável László
- Kárpáthy Zoltán
- Karsai János
- Karsai J. András
- Karsai Gizella
- Karsai Veronika
- Köllő Miklós (társulata a Domino Pantomim Együttes volt)
- Ladislav Fialka
- M. Kecskés András
- Marcel Marceau
- Maurizio Nichetti
- Méhes Csaba
- Pablo Zibes
- Torma István

## Külső hivatkozások
- www.pantomime-mime.com
- The World of Mime honlapja
- Arthúr Archiválva 2006. június 19-i dátummal a Wayback Machine-ben
- Kárpáthy Zoltán weboldala
- Karsai Veronika és társulatainak honlapja
- Méhes Csaba honlapja